# Acipenser oxyrinchus
Осетер атлантичний (Acipenser oxyrinchus). Поширений у берегів Північної Америки, а також у Балтійському морі. Популяція з Балтики раніше розглядалась як Acipenser sturio.

## Підвиди
Містить два підвиди:
- Acipenser oxyrinchus desotoi Vladykov, 1955 — осетер затоковий. Поширений виключно в Мексиканській затоці.
- Acipenser oxyrinchus oxyrinchus Mitchill, 1815 — осетер атлантичний.